# Lajos Koltai
Lajos Koltai [ˈlɒjoʃ ˈkoltɒi] (n. 2 aprilie 1946, Budapesta) este un regizor maghiar de film.
A devenit celebru prin filmările pe care le-a făcut pentru regizorul István Szabó, care l-a consacrat.
În anul 2005 a prezentat publicului ecranizarea romanului autobiografic al lui Imre Kertész, laureat al Premiului Nobel pentru Literatură.